# Крамаренко, Сергей Макарович
Серге́й Мака́рович Крамаре́нко (10 апреля 1923, село Калиновка, Харьковская губерния — 21 мая 2020, Москва) — советский лётчик-ас истребительной авиации, участник Великой Отечественной и Корейской войн, Герой Советского Союза (1951), генерал-майор авиации (1979). Являлся последним живущим Героем Советского Союза, получившим это звание за Корейскую войну.

## Биография
Окончив 10 классов школы с золотой медалью в селе Выбор Новоржевского района Ленинградской области. В 1940 году поступил в Московский авиационный институт имени Серго Орджоникидзе, а также приступил к занятиям в Дзержинском районном аэроклубе города Москвы.
В марте 1941 года призван в Красную Армию. Окончил Борисоглебское военное авиационное училище лётчиков (с началом войны эвакуирован с училищем в город Троицк Челябинской области) в июле 1942 года. Сразу из училища направлен в 1-й запасной истребительный авиационный полк (Арзамас), где закончил обучение в августе 1942 года.
Участник Великой Отечественной войны с августа 1942 года, воевал лётчиком 523-го истребительного авиационного полка 1-й воздушной армии Западного фронта. Участвовал в Первой Ржевско-Сычёвской операции, после которой из-за больших потерь в конце августа полк был выведен в резерв. Во второй половине 1942 года переучился на истребитель Ла-5. Вновь в боях был с конца февраля 1943 года, участвовал в Жиздринской операции. Член ВКП(б).
В июне 1943 года младший лейтенант С. М. Крамаренко был переведён в 19-й истребительный авиационный полк (с августа 1944 года — 176-й гвардейский истребительный авиационный полк). После полугодичного переформирования и переобучения в Московском военном округе в начале января 1944 года с полком прибыл в состав 2-й воздушной армии 2-го Украинского фронта и участвовал в боях в Корсунь-Шевченковской и Проскуровско-Черновицкой наступательных операциях. В последней из них в воздушном бою в районе Проскурова 19 марта 1944 года был сбит немецким истребителем и попал в плен. Через неделю его освободили вошедшие в Проскуров советские войска. После этого Крамаренко переболел сыпным тифом и воспалением лёгких и лишь в сентябре был допущен к лётной работе. Продолжал службу в 176-м гвардейском авиаполку, который теперь воевал на 1-м Белорусском фронте. Много летал вместе с Иваном Кожедубом, участвовал в обороне плацдармов на Висле осенью 1944 года, в Висло-Одерской, Восточно-Померанской и в Берлинской наступательных операциях.
О количестве воздушных побед Сергея Крамаренко в Великой Отечественной войне информация весьма противоречивая. Так, в большинстве публикаций о нём приводятся данных о 2 или 3 личных и о 10 групповых победах, но в книге М. Ю. Быкова указаны лишь 1 личная и 1 групповая победы. В представлении к его единственной фронтовой награде — к ордену Красного Знамени — в начале апреля 1945 года командир полка Герой Советского Союза П. Ф. Чупиков указал, что за время участия в Великой Отечественной войне с августа 1942 года младший лейтенант С. М. Крамаренко выполнил 52 боевых вылета, провёл 13 воздушных боёв и сбил 1 аэростат противника, сбитые им самолёты не упомянуты вообще, но отмечено, что своими действиями Крамаренко обеспечил своему ведущему сбитие 6 немецких самолётов. Сам С. Крамаренко в интервью в 2017 году утверждал: «с моим участием было сбито шестнадцать немецких самолётов, из них лично мне засчитали три».
После войны в августе 1945 года 176-й гиап был перебазирован на подмосковный аэродром Тёплый Стан (ныне район Москвы). С этого аэродрома лётчики 176-го гиап принимали участие в воздушных парадах над Москвой 1 Мая, в День Воздушного флота и в годовщину Октябрьской революции (7 ноября). Освоил реактивные истребители Як-15 и МиГ-15. В октябре 1950 года капитан Крамаренко был назначен заместителем командира эскадрильи по лётной части. В ноябре 1950 года 176-й гиап в составе 32 лётчиков, среди которых оказался и Крамаренко, был направлен в Китай для обучения китайских лётчиков и для подготовки к боям.
С апреля 1951 года 176-й гиап участвовал в боевых действиях против американских самолётов с аэродрома Аньдун в Корейской войне. Сергей Крамаренко был заместителем командира 3-й эскадрильи полка Героя Советского Союза капитана Александра Васько. За 11 месяцев боёв (до февраля 1952 года) капитан Крамаренко совершил 104 боевых вылета, провёл 42 воздушных боя, одержал 13 личных побед (ещё 2 неподтверждённые победы ему засчитаны не были). Сам был сбит один раз, 17 января 1952 года — незадолго до возвращения полка в СССР.
Указом Президиума Верховного Совета СССР от 10 октября 1951 года гвардии капитану Крамаренко было присвоено звание Героя Советского Союза.
После возвращения в СССР в 1952 году был направлен на учёбу и в 1955 году окончил Военно-воздушную академию. С 1955 года служил заместителем командира 201-го истребительного авиационного полка ПВО (аэродром Мачулищи, Белорусская ССР). С 1957 года — командир 167-го гвардейского истребительного авиационного полка в городе Цулукидзе (Грузинская ССР). С 1960 года — начальник авиации 20-й истребительной авиационной дивизии ПВО. С 25 марта 1964 года полковник С. М. Крамаренко служил заместителем командующего по боевой подготовке авиации 14-й отдельной армии ПВО (штаб — Новосибирск). С 13 сентября 1965 года — старший лётчик-инспектор Службы безопасности полётов ВВС. За время службы на этой должности дважды выезжал в длительные заграничные командировки: в 1970—1971 годах на должности военного советника ВВС Ирака по безопасности полётов, в 1973—1975 годах на должности старшего офицера в аппарате Главного военного советника СССР в Алжире. С февраля 1979 года — заместитель начальника штаба 23-й воздушной армии, служил в Чите. За время военной службы освоил 22 типа самолётов, в том числе летал на реактивных самолётах до 1977 года (МиГ-15, МиГ-17, МиГ-21, Су-9 и другие). В мае 1981 года генерал-майор авиации С. М. Крамаренко был уволен в запас.
Жил в Москве. Являлся заместителем председателя правления Клуба Героев Советского Союза, Героев Российской Федерации и полных кавалеров ордена Славы.
Умер 21 мая 2020 года в Москве. Похоронен 25 мая рядом с супругой на Троекуровском кладбище Москвы (17 участок).

## Семья
Супруга Юлия Алексеевна (1934—2019). Дети — сын Евгений (от первого брака), сын Алексей, дочь Надежда.

## Награды
- Медаль «Золотая Звезда» Героя Советского Союза № 9283 (10.10.1951)
- Орден Ленина (10.10.1951)
- Два ордена Красного Знамени (15.04.1945[11], 2.06.1951)
- Орден Отечественной войны I степени (11.03.1985)[12]
- Орден Красной Звезды (30.12.1956)
- Орден «За службу Родине в Вооружённых Силах СССР» III степени (21.02.1978)
- Медаль «За боевые заслуги» (17.05.1951)
- Орден «60-лет Победы в Отечественной Освободительной войне» (КНДР)
- Медали СССР
- Медали РФ
- Медали иностранных государств

## Сочинения
- Крамаренко С. Против «мессеров» и «сейбров». В небе двух войн. — М.: Эксмо; Яуза, 2006. — 384 с. — (Война и мы. Окопная правда). — 5000 экз. — ISBN 5-699-17123-1.